# 赫罗特哈斯特
赫罗特哈斯特（荷蘭語：Grootegast）是荷兰东北部格罗宁根省的一个旧市镇，面积为87.78平方公里，2007年人口为12,151。主要语言为西弗里斯兰语。著名探险家阿贝尔·塔斯曼出生于此。
2019年1月1日，赫罗特哈斯特与前市镇莱克、马勒姆和泽伊德霍伦合并为新市镇“韦斯特夸蒂尔”。

## 人口中心
- Doezum
- Enumatil
- Faan
- Grootegast
- Kornhorn
- Lutjegast
- Niekerk
- Oldekerk
- Opende
- Sebaldeburen